# Brnjeuška
Brnjeuška falu Horvátországban, Sziszek-Monoszló megyében. Közigazgatásilag Glinához tartozik.

## Fekvése
Sziszek városától légvonalban 21, közúton 41 km-re délnyugatra, községközpontjától 7 km-re keletre fekszik.

## Története
A település már a középkorban is létezett. A templomosok rendjének a 12. század végén III. Béla magyar király adományozott birtokot Gora környékén. A birtok a Glina torkolatától a mai Prekopáig, majd délkeletre a mai Brnjeuškáig, keleten és északkeleten pedig Petrinyáig húzódott. Kezdetben Hrasztovica is hozzá tartozott. Brnjeuškát 1284-ben "terra Bornouz" néven említik először. 1318-ban nemeseit "nobiles de Bornouz", 1328-ban földjét "terra Bernouz" néven említik. 1334-ben Ivan gorai főesperes "ecclesia sancte crucis de Bernowcz" alakban megemlíti a falu Szent Kereszt tiszteletére szentelt katolikus templomát. A 15. század második felében török seregek hatoltak be a végvidékre nagy pusztítást végezve a Kulpa és az Una közötti térségben. 1459-ben török uralom alá került Szerbia, 1463-ban Bosznia, 1482-ben pedig Hercegovina is. 1493. szeptember 9-én a korbávmezei csatában szétverték a bán vezette horvát sereget. 1512-ben elözönlötték az Unamentét, de ekkor még kiűzték őket. A következő évtizedekben azonban már nagy pusztítást vittek véghez, 1529-ben pedig már egészen Bécsig jutottak. Ebben a helyzetben szükségessé vált a horvát és a szlavón katonai határőrvidék megalapítása. Glina és térsége a horvát határőrvidék része lett, melynek központja Károlyváros volt. 1566-ban a török elfoglalta Kostajnicát, a térségre a legvéresebb csaták időszaka mégis 1592, Bihács eleste után köszöntött. 1593-ban Sziszeket támadta a török, de a horvát védők sikeresen védték meg. A horvát szábor a 17. század folyamán nagy gondot fordított a Kulpa és az Una közötti terület védelmére és megerősítésére. A sikeres védelmi harcok következtében 1689-re a határ visszatért az Una folyóhoz. A török háborúk idején ez a vidék több mint száz évre pusztasággá vált.
Brnjeuška a környék számos településéhez hasonlóan a 17. század vége felé a Boszniából a török uralom elől menekülő pravoszláv szerbekkel népesült be újra. 1696-ban a szábor a bánt tette meg a Kulpa és az Una közötti határvédő erők parancsnokává, melyet hosszas huzavona után 1704-ben a bécsi udvar is elfogadott. Ezzel létrejött a Báni végvidék, horvátul Banovina (vagy Banja), mely katonai határőrvidék része lett. 1745-ben megalakult a Glina központú első báni ezred, melynek fennhatósága alá ez a vidék is tartozott. 1881-ben megszűnt a katonai közigazgatás. A falunak 1857-ben 412, 1910-ben 755 lakosa volt. 1918-ban az új szerb-horvát-szlovén állam, majd később Jugoszlávia része lett. A második világháború idején a Független Horvát Állam része volt. 1991. június 25-én jogilag ugyan a független Horvátország része lett, de szerb lakossága a Krajinai Szerb Köztársasághoz csatlakozott. 1995. augusztus 8-án a Vihar hadművelettel foglalta vissza a horvát hadsereg. A szerb lakosság elmenekült és később is csak néhány idősebb ember tért vissza. A településnek 2011-ben mindössze 13 lakosa volt, akik mezőgazdasággal és állattartással foglalkoztak.

## Népesség
| Lakosság változása | Lakosság változása | Lakosság változása | Lakosság változása | Lakosság változása | Lakosság változása | Lakosság változása | Lakosság változása | Lakosság változása | Lakosság változása | Lakosság változása | Lakosság változása | Lakosság változása | Lakosság változása | Lakosság változása | Lakosság változása |
| ------------------ | ------------------ | ------------------ | ------------------ | ------------------ | ------------------ | ------------------ | ------------------ | ------------------ | ------------------ | ------------------ | ------------------ | ------------------ | ------------------ | ------------------ | ------------------ |
| 1857               | 1869               | 1880               | 1890               | 1900               | 1910               | 1921               | 1931               | 1948               | 1953               | 1961               | 1971               | 1981               | 1991               | 2001               | 2011               |
| 412                | 389                | 422                | 660                | 733                | 755                | 737                | 744                | 502                | 507                | 469                | 382                | 279                | 213                | 20                 | 13                 |